# Изолабуона (Ђенова)
Изолабуона је насеље у Италији у округу Ђенова, региону Лигурија.
Према процени из 2011. у насељу је живело 196 становника. Насеље се налази на надморској висини од 348 м.